# Kesselbach (Rabenau)
Kesselbach ist ein Ortsteil der Gemeinde Rabenau im mittelhessischen Landkreis Gießen.

## Geographie
Kesselbach liegt im Tal der Lumda etwa bei 260 m.ü.NHN. Die Lumda durchfließt den Ort. Im Bereich des Ortes mündet der Kesselbach in die Lumda. Nördlich des Ortes befindet sich der bewaldete Höhenrücken Kohlenberg (337 m.ü.NN bis 340 m.ü.NHN). Geologisch besteht der Untergrund hier aus Basalten. Südlich des Ortes steigt das Gelände vom Lumdatal langsam Richtung Allertshausen an. Hier liegen überwiegend landwirtschaftlich genutzte Flächen.
Im Nordwesten geht die Bebauung von Kesselbach fließend in die von Londorf über. Die übrigen Nachbarorte von Kesselbach sind von Londorf im Uhrzeigersinn beginnend: Rüddingshausen (Gemeinde Rabenau), Weitershain (Stadt Grünberg), Odenhausen und Allertshausen (beide Gemeinde Rabenau). Alle Nachbarorte liegen im Landkreis Gießen.

## Ortsgeschichte

### Mittelalter
Die älteste Erwähnung von Kesselbach erfolgte im Jahr 1291, als am 8. Dezember Güter in Londorf und Kesselbach an das Kloster Arnsburg verkauft wurden: „... bona sita in Lundorf et in Kesselbach“.
Aus dem 15. Jahrhundert stammt ein Akteneintrag: „zcu Kesselbach“.
Der Ortsname leitet sich nach volkstümlicher Überlieferung aus der römischen Zeit vom lateinischen Wort Kastell ab. Andere Quellen vermuten, dass der Name vom „Kesselbach“ stammt, der durch den Ort fließt. In der Namensforschung wird als Bestimmungsteil das mhd. Wort „kessel, kreisrunde Bodenvertiefung“ angesehen. Ein gleichnamiger Ort findet sich im Taunus: Kesselbach.

### Neuzeit
Die Statistisch-topographisch-historische Beschreibung des Großherzogthums Hessen berichtet 1830 über Kesselbach:

„Kesselbach (L. Bez. Grünberg) evangel. Filialdorf; liegt an der Churhessischen Grenze, 2 1⁄4 St. von Grünberg, und gehört der Freiherrlichen Familie von Nordeck zur Rabenau. Der Ort hat 65 Häuser und 400 Einwohner, die außer 24 Juden evangelisch sind, und unter welchen sich 39 Bauern, 11 Handwerker und 7 Taglöhner befinden. Sodann hat Kesselbach 1 Kirche, 1 Schulhaus, 1 Papier- und 1 Mahl- und Oelmühle. Im Jahr 1822 hat die Patrimonialgerichtsherrschaft die Polizei-Verwaltung an den Staat abgetreten.“

Die bis dahin selbständigen Gemeinden Kesselbach und Londorf fusionierten zum 1. Oktober 1970 im Zuge der Gebietsreform in Hessen freiwillig zur neuen Gemeinde Rabenau. Am 31. Dezember 1971 wurden die Gemeinden Allertshausen, Geilshausen, Odenhausen und Rüddingshausen eingegliedert. Für die Orte Kesselbach und Londorf wurde ein gemeinsamer Ortsbezirk eingerichtet. Als Verwaltungssitz wurde das größere Londorf bestimmt.

### Verwaltungsgeschichte im Überblick
Die folgende Liste zeigt die Staaten und Verwaltungseinheiten, denen Kesselbach angehört(e):
- vor 1567 Heiliges Römisches Reich, Landgrafschaft Hessen, Patrimonialgericht Londorf
- ab 1567: Heiliges Römisches Reich, Landgrafschaft Hessen-Marburg, Amt Allendorf/Lumda, Gericht Londorf der Freiherren Nordeck zur Rabenau[14]
- 1604–1648: Heiliges Römisches Reich, strittig zwischen Landgrafschaft Hessen-Darmstadt und Landgrafschaft Hessen-Kassel (Hessenkrieg)
- ab 1604: Heiliges Römisches Reich, Landgrafschaft Hessen-Darmstadt, Oberfürstentum Hessen, Amt Allendorf/Lumda, Gericht Londorf[15]
- ab 1806: Großherzogtum Hessen,[Anm. 2] Fürstentum Oberhessen, Amt Allendorf/Lumda, Gericht Londorf[16][17]
- ab 1815: Großherzogtum Hessen, Provinz Oberhessen, Amt Allendorf/Lumda, Gericht Londorf[18]
- ab 1821: Großherzogtum Hessen, Provinz Oberhessen, Landratsbezirk Grünberg[Anm. 3]
- ab 1832: Großherzogtum Hessen, Provinz Oberhessen, Kreis Grünberg
- ab 1848: Großherzogtum Hessen, Regierungsbezirk Gießen
- ab 1852: Großherzogtum Hessen, Provinz Oberhessen, Kreis Grünberg
- ab 1867: Norddeutscher Bund,[Anm. 4] Großherzogtum Hessen, Provinz Oberhessen, Kreis Grünberg
- ab 1871: Deutsches Reich, Großherzogtum Hessen, Provinz Oberhessen, Kreis Grünberg
- ab 1874: Deutsches Reich, Großherzogtum Hessen, Provinz Oberhessen, Kreis Gießen
- ab 1918: Deutsches Reich (Weimarer Republik), Volksstaat Hessen, Provinz Oberhessen, Kreis Gießen
- ab 1938: Deutsches Reich, Volksstaat Hessen, Landkreis Gießen[19][Anm. 5]
- ab 1945: Amerikanische Besatzungszone,[Anm. 6] Groß-Hessen, Regierungsbezirk Darmstadt, Landkreis Gießen
- ab 1946: Amerikanische Besatzungszone, Land Hessen, Regierungsbezirk Darmstadt, Landkreis Gießen
- ab 1949: Bundesrepublik Deutschland, Land Hessen, Regierungsbezirk Darmstadt, Landkreis Gießen
- ab 1970: Bundesrepublik Deutschland, Land Hessen, Regierungsbezirk Darmstadt, Landkreis Gießen, Gemeinde Rabenau[Anm. 7]
- ab 1977: Bundesrepublik Deutschland, Land Hessen, Regierungsbezirk Darmstadt, Lahn-Dill-Kreis, Gemeinde Rabenau
- ab 1979: Bundesrepublik Deutschland, Land Hessen, Regierungsbezirk Darmstadt, Landkreis Gießen, Gemeinde Rabenau
- ab 1981: Bundesrepublik Deutschland, Land Hessen, Regierungsbezirk Gießen, Landkreis Gießen, Gemeinde Rabenau

### Gerichtszugehörigkeit seit 1803
In der Landgrafschaft Hessen-Darmstadt wurde mit Ausführungsverordnung vom 9. Dezember 1803 das Gerichtswesen neu organisiert. Für das Fürstentum Oberhessen (ab 1815 Provinz Oberhessen) wurde das „Hofgericht Gießen“ eingerichtet. Es war für normale bürgerliche Streitsachen Gericht der zweiten Instanz, für standesherrliche Familienrechtssachen und Kriminalfälle die erste Instanz. Übergeordnet war das Oberappellationsgericht Darmstadt. Die Rechtsprechung der ersten Instanz wurde durch die Ämter bzw. Standesherren vorgenommen und somit war für Kesselbach das „Patrimonialgericht der Freiherren Nordeck zur Rabenau“ in Kesselbach zuständig. Nach der Gründung des Großherzogtums Hessen 1806 wurden die Aufgaben der ersten Instanz 1821 im Rahmen der Trennung von Rechtsprechung und Verwaltung auf die neu geschaffenen Land- bzw. Stadtgerichte übertragen. 1822 traten die Freiherren Nordeck zur Rabenau ihre Rechte am Patrimonialgericht Londorf an das Großherzogtum Hessen ab. „Landgericht Grünberg“ war daher von 1822 bis 1879 die Bezeichnung für das erstinstanzliche Gericht, das für Kesselbach zuständig war.
Anlässlich der Einführung des Gerichtsverfassungsgesetzes mit Wirkung vom 1. Oktober 1879, infolge derer die bisherigen großherzoglichen Landgerichte durch Amtsgerichte an gleicher Stelle ersetzt wurden, während die neu geschaffenen Landgerichte nun als Obergerichte fungierten, kam es zur Umbenennung in „Amtsgericht Grünberg“ und Zuteilung zum Bezirk des Landgerichts Gießen. Am 1. Juli 1968 erfolgte die Auflösung des Amtsgerichts Grünberg, Kesselbach wurde dem Amtsgericht Gießen zugelegt. Vom 1. Januar 1977 bis zum 1. August 1979 trug das Gericht den Namen „Amtsgericht Lahn-Gießen“, wurde dann jedoch mit der Auflösung der Stadt Lahn wieder in „Amtsgericht Gießen“ umbenannt.

## Bevölkerung

### Einwohnerstruktur 2011
Nach den Erhebungen des Zensus 2011 lebten am Stichtag dem 9. Mai 2011 in Kesselbach 606 Einwohner. Darunter waren 12 (2,0 %) Ausländer. Nach dem Lebensalter waren 102 Einwohner unter 18 Jahren, 240 zwischen 18 und 49, 141 zwischen 50 und 64 und 123 Einwohner waren älter. Die Einwohner lebten in 249 Haushalten. Davon waren 69 Singlehaushalte, 75 Paare ohne Kinder und 90 Paare mit Kindern, sowie 16 Alleinerziehende und 3 Wohngemeinschaften. In 54 Haushalten lebten ausschließlich Senioren und in 159 Haushaltungen lebten keine Senioren.

### Einwohnerentwicklung
| • 1577: | 031 Hausgesesse                                          |
| • 1669: | 108 Seelen                                               |
| • 1742: | 041 Untertanen, 12 Junge Mannschaften, 9 Beisassen/Juden |
| • 1806: | 339 Einwohner, 61 Häuser                                 |
| • 1829: | 400 Einwohner, 65 Häuser                                 |
| • 1867: | 254 Einwohner, 69 Häuser                                 |

| Kesselbach: Einwohnerzahlen von 1800 bis 2020 | Kesselbach: Einwohnerzahlen von 1800 bis 2020 | Kesselbach: Einwohnerzahlen von 1800 bis 2020 | Kesselbach: Einwohnerzahlen von 1800 bis 2020 | Kesselbach: Einwohnerzahlen von 1800 bis 2020 |
| --- | --------------------------------------------- | --------------------------------------------- | --------------------------------------------- | --------------------------------------------- |
| Jahr |                                               |                                               |                                               | Einwohner                                     |
| 1800 | 1800                                          |                                               | 320                                           | 320                                           |
| 1806 | 1806                                          |                                               | 339                                           | 339                                           |
| 1829 | 1829                                          |                                               | 400                                           | 400                                           |
| 1834 | 1834                                          |                                               | 408                                           | 408                                           |
| 1840 | 1840                                          |                                               | 432                                           | 432                                           |
| 1846 | 1846                                          |                                               | 438                                           | 438                                           |
| 1852 | 1852                                          |                                               | 473                                           | 473                                           |
| 1858 | 1858                                          |                                               | 404                                           | 404                                           |
| 1864 | 1864                                          |                                               | 411                                           | 411                                           |
| 1871 | 1871                                          |                                               | 421                                           | 421                                           |
| 1875 | 1875                                          |                                               | 406                                           | 406                                           |
| 1885 | 1885                                          |                                               | 392                                           | 392                                           |
| 1895 | 1895                                          |                                               | 429                                           | 429                                           |
| 1905 | 1905                                          |                                               | 441                                           | 441                                           |
| 1910 | 1910                                          |                                               | 445                                           | 445                                           |
| 1925 | 1925                                          |                                               | 477                                           | 477                                           |
| 1939 | 1939                                          |                                               | 474                                           | 474                                           |
| 1946 | 1946                                          |                                               | 750                                           | 750                                           |
| 1950 | 1950                                          |                                               | 785                                           | 785                                           |
| 1956 | 1956                                          |                                               | 719                                           | 719                                           |
| 1961 | 1961                                          |                                               | 691                                           | 691                                           |
| 1967 | 1967                                          |                                               | 684                                           | 684                                           |
| 1980 | 1980                                          |                                               | ?                                             | ?                                             |
| 1990 | 1990                                          |                                               | ?                                             | ?                                             |
| 2000 | 2000                                          |                                               | ?                                             | ?                                             |
| 2005 | 2005                                          |                                               | 660                                           | 660                                           |
| 2010 | 2010                                          |                                               | 628                                           | 628                                           |
| 2011 | 2011                                          |                                               | 606                                           | 606                                           |
| 2015 | 2015                                          |                                               | 630                                           | 630                                           |
| 2020 | 2020                                          |                                               | 587                                           | 587                                           |
| Datenquelle: Historisches Gemeindeverzeichnis für Hessen: Die Bevölkerung der Gemeinden 1834 bis 1967. Wiesbaden: Hessisches Statistisches Landesamt, 1968. Weitere Quellen: LAGIS; Gemeinde Rabenau; Zensus 2011 |                                               |                                               |                                               |                                               |

### Historische  Religionszugehörigkeit
| • 1830: | 376 evangelische (= 94,0 %), 24 jüdische (= 6,0 %) Einwohner      |
| • 1961: | 536 evangelische (= 77,5 %), 123 katholische (= 17,8 %) Einwohner |

### Historische Erwerbstätigkeit
| • 1961: | Erwerbspersonen: 83 Land- und Forstwirtschaft, 156 Produzierendes Gewerbe, 51 Handel, Verkehr und Nachrichtenübermittlung, 32 Dienstleistungen und Sonstiges. |

## Politik
Für Kesselbach und Londorf besteht ein gemeinsamer Ortsbezirk (Gebiete der ehemaligen Gemeinde Allertshausen) mit Ortsbeirat und Ortsvorsteher nach der Hessischen Gemeindeordnung. Für die Zusammensetzung siehe Politik Londorf.
Ortsvorsteher ist Dirk Waldschmidt (BfRab).

## Infrastruktur
Durch Kesselbach verlaufen keine Fernstraßen. Die nächste Anschlussmöglichkeit an die BAB 5, Abschnitt Gießen – Alsfeld, ist die 7 Kilometer entfernte Abfahrt Grünberg. Die nächste Anschlussmöglichkeit an die B 3, Abschnitt Gießen – Marburg, besteht im 13 Kilometer entfernten Staufenberg.
Der Ort hat keinen direkten Anschluss an das Eisenbahnnetz. Der nächste Bahnhof befindet sich im 12 Kilometer entfernten Grünberg.
Als Kindergarten und Grundschule für Kesselbach dienen die Einrichtungen in Londorf. Der Ort verfügt über ein eigenes Dorfgemeinschaftshaus und einen Rasen-Fußballplatz.